# Champigneulle
 Champigneulle  es una población y comuna francesa, en la región de Champaña-Ardenas, departamento de Ardenas, en el distrito de Vouziers y cantón de Grandpré.
Está integrada en la Communauté de communes de l'Argonne Ardennaise.

## Demografía
| 223 | 231 | 224 | 240 | 336 | 323 | 374 | 396 | lac. | lac. | 409 | 362 | 351 | 304 | 289 | 278 | 264 | 246 | 258 | 260 | 161 | 176 | 172 | 157 | 100 | 118 | 115 | 115 | 91 | 77 | 67 | 64 | 77 | 76 |
| Para los censos de 1962 a 1999 la población legal corresponde a la población sin duplicidades (Fuente: INSEE [Consultar]) |     |     |     |     |     |     |     |      |      |     |     |     |     |     |     |     |     |     |     |     |     |     |     |     |     |     |     |    |    |    |    |    |    |